# Bandiera dell'ASEAN
La bandiera dell'ASEAN è uno dei simboli fondamentali dell'Associazione delle Nazioni del Sud-est asiatico. Consiste nel logo dell'organizzazione sopra uno sfondo blu.

## Descrizione
L'atto costitutivo indica 4 dimensioni diverse della bandiera, ciascuna per uno scopo preciso:
- Bandiera da tavolo: 10 cm x 15 cm
- Bandiera da camera: 100 cm x 150 cm
- Bandiera da auto: 20 cm x 30 cm
- Bandiera da campo: 200 cm x 300 cm

### I colori
I colori, elencati in un documento dell'ASEAN, sono:
- Blu
- Rosso
- Bianco
- Giallo

Il blu rappresenta pace e stabilità, il giallo indica prosperità, il rosso coraggio e dinamismo e il bianco purezza.

### La definizione cromatica
| Scheme  | Blu                | Rosso             | Bianco            | Giallo                 |
| ------- | ------------------ | ----------------- | ----------------- | ---------------------- |
| Pantone | Pantone 286        | Pantone Red 032   |                   | Pantone Process Yellow |
| CMYK    | C:100-M:60-Y:0-K:6 | C:0-M:91-Y:87-K:0 | C:0-M:0-Y:0-K:0   | C:0-M:0-Y:100-K:0      |
| RGB     | R:34-G:85-B:158    | R:227-G:49-B:49   | R:255-G:255-B:255 | R:248-G:244-B:0        |
| HEX     | #0038A8            | #ED2E38           | #FFFFFF           | #FFE52B                |